# Заговор Ржаного дома

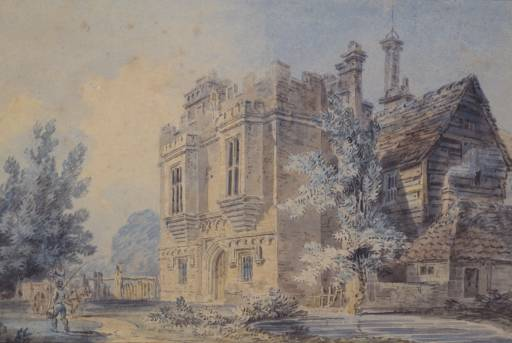
Ржаной дом. Картина Уильяма Тёрнера (1793 г.).

Заговор Ржаного дома (англ. Rye House Plot) — не осуществлённый сторонниками республики замысел по убийству английского короля Карла II и его брата и наследника Якова II в 1683 году. Король со свитой отправились из Вестминстера в Ньюмаркет, чтобы посмотреть скачки, и должны были вернуться обратно 1 апреля 1683 года, но из-за крупного пожара в Ньюмаркете 22 марта мероприятие было отменено, и высокопоставленные особы раньше вернулись в Лондон. Как следствие, задуманное нападение так и не состоялась.
Историки по-разному оценивают степень продуманности заговора. Что бы ни стояло за данным покушением, определённо некоторые лидеры оппозиции в Англии вынашивали планы поднять восстание против дома Стюартов. Правительство жёстко расправилось с заговорщиками в ходе ряда государственных процессов, сопровождавшихся карательными мерами и повсеместными поисками приготовленного оружия. Случившееся предвосхитило и, возможно, ускорило случившиеся в 1685 году восстания Монмута и Аргайла.

## Предыстория
После восстановления монархии Стюартов в 1660 году некоторые члены парламента, бывшие республиканцы и протестантское население Англии опасались слишком тесных отношений короля Карла II с Францией и другими католическими странами Европы. Были широко распространены антикатолические настроения, связывавшие римский католицизм с абсолютизмом, и особое внимание уделялось наследованию английского престола. Хотя Карл публично был англиканцем, было известно, что он и его брат Яков II симпатизируют католикам. Эти подозрения подтвердились в 1673 году, когда было обнаружено, что Яков обратился в католицизм.
В 1681 году, вызванный придуманным оппозицией папистским заговором, в Палату общин был внесен законопроект об исключении, который исключил бы Якова из престолонаследия. Чарльз перехитрил своих противников и распустил Оксфордский парламент. Это оставило его противников без законного метода предотвращения потенциального прихода Якова к власти, и слухи о заговорах и заговорах изобиловали. Когда «сельская партия» пришла в замешательство, лидеры оппозиции лорд Джордж Мелвилл, лорд Ливен Дэвид Мелвилл и граф Шефтсбери Энтони Эшли-Купер бежали в Голландию, где вскоре умер Шефтсбери. Многие известные члены парламента и дворяне «деревенской партии» вскоре стали известны как виги — название фракции, которое прижилось.

## Заговор

Дорога из Ньюмаркета в Лондон в 1683 году, на пути которой есть Ржаной дом.

Ржаной дом, расположенный к северо-востоку от Ходдесдона, Хартфордшир, представлял собой укрепленный средневековый особняк, окруженный рвом. Дом арендовал ветеран республиканец и участник гражданской войны Ричард Рамболд. План состоял в том, чтобы скрыть отряд людей на территории дома и устроить засаду на короля и его брата, когда они возвращались в Лондон с скачек в Ньюмаркете. План был принят за тактические преимущества и возможность осуществления относительно небольшими силами, управляющими артиллерийскими орудиями из хорошего укрытия.
Ожидалось, что королевская группа отправится в путь 1 апреля 1683 года, но 22 марта в Ньюмаркете произошел крупный пожар, уничтоживший половину города. Скачки были отменены, и король с братом рано вернулись в Лондон. В результате запланированная атака так и не состоялась.

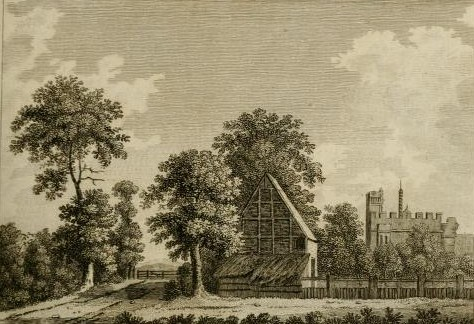
Ржаной дом на гравюре 1777 года.

Заговорщиков этого периода было много, и с начала 1680-х годов широко обсуждалось обращение к вооруженному сопротивлению в связи с тем, что становилось чертой вигов в фракционном разделении британской политики. Форма, которую он должен был принять, была неопределенной, и в воздухе витали дискуссии о захвате контроля над другими городами, кроме Лондона, такими как Бристоль, и о восстании в Шотландии. Последующая историография заговора была во многом пристрастной, и историки до сих пор выясняют, кто принимал непосредственное участие в планировании насильственных и революционных мероприятий.

### Группа Уэста
Заговор с целью убийства был сосредоточен вокруг группы, которая была созвана в 1682—1683 годах Робертом Уэстом из судебной палаты Мидл-Тэмпла и члена клуба «Зеленая лента»: теперь её часто называют кликой Ржаного дома. Уэст участвовал в деле в деле лжесвидетеля Стивена Колледжа, завершившего обвинения в папистском заговоре. Через эту ассоциацию он установил контакт с заговорщиками Аароном Смитом и Уильямом Хоуном, которые были в стороне от основной группы. Джон Локк в то время организовал для Уэста проживание в Оксфорде и имел другие связи в группе революционных активистов (Смит, Джон Эйлофф, Кристофер Баттискомб и Исраэль Хейс), из которых Эйлоф своим участием в заговоре Ржаного дома оставлял философа уязвимым. Рамболд был представлен группе Уэста Джоном Уайлдманом, но когда заговор был раскрыт, они дистанцировались друг от друга: Уайлдман отказался финансировать покупку оружия, а Рамболд потерял свой прежний энтузиазм.

### Планы восстания
Отдельные члены клики, вроде Ричарда Нелторпа, выступали за восстание, а не за убийство, согласовывая большую часть обсуждения группы Уэста с планами Элджернона Сидни и более аристократических членов деревенской партии, составляющих так называемую клику Монмута. В группе вокруг Монмута в сентябре 1682 г. велись дискуссии о восстании, участники которого были общими с группой вокруг Уэста. «Клика» позже была названа «советом шести», который сформировался после успехов тори летом 1682 года в борьбе за контроль над лондонским Сити. Важным аспектом было намерение использовать Арчибальда Кэмпбелла, 9-го графа Аргайла, для военного восстания в Шотландии. Смит в январе 1683 г. был отправлен связаться со сторонниками в Шотландии для «шестёрки» с целью вызвать их в Лондон; но, по-видимому, провалил миссию по неосмотрительности.
На самом деле контакты Уэста с кликой Монмута и знание их намерений были довольно косвенными. Томас Уолкот и Роберт Фергюсон сопровождали Шефтсбери в его добровольном изгнании в Голландию в ноябре 1682 года. Затем они вернулись в Лондон и связались с Уэстом, который узнал от Уолкотта о собственном плане Шефтсбери насчёт всеобщего восстания. Далее Уолкотт сказал, что он возглавит атаку на королевскую гвардию, но он был ещё одним из заговорщиков, которые подвели черту перед убийством. Весной 1683 г. между кликой Монмута и группой Уэста были дальнейшие контакты по поводу составления манифеста, в частности, через сэра Томаса Армстронга, поскольку возникли разногласия по поводу того, республиканской или монархической должна быть конституяи, цтать результатом революционных мер. В мае 1683 года Уэст и Уолкотт обсудили с большой группой перспективы создания вокруг Лондона отряда в несколько тысяч человек.

### Связи с Шотландией и Северной Америкой
Интерпретация реальных намерений вигов в это время осложняется колониальными схемами в Америке. У Уэста была доля в Восточной Джерси. Шефтсбери активно участвовал в делах провинции Каролина. В апреле 1683 года некоторые шотландские контакты вигов прибыли в Лондон, как сообщил Смит, встретившись с Эссексом и Расселом из клики Монмута. У них сложилось впечатление, что дело касается Каролины, или они выдали это как предлог для своего присутствия. Среди них были сэр Джордж Кэмпбелл из Сеснока, Джон Кокрейн и Уильям Карстерс. Граф Аргайл уехал из Лондона в Нидерланды в августе 1682 года, но поддерживал связь с видными деятелями вигов через курьеров и зашифрованную переписку. Двое из них, Уильям Спенс (псевдоним Батлер) и Авраам Холмс, были арестованы в июне 1683 года.

## Раскрытие

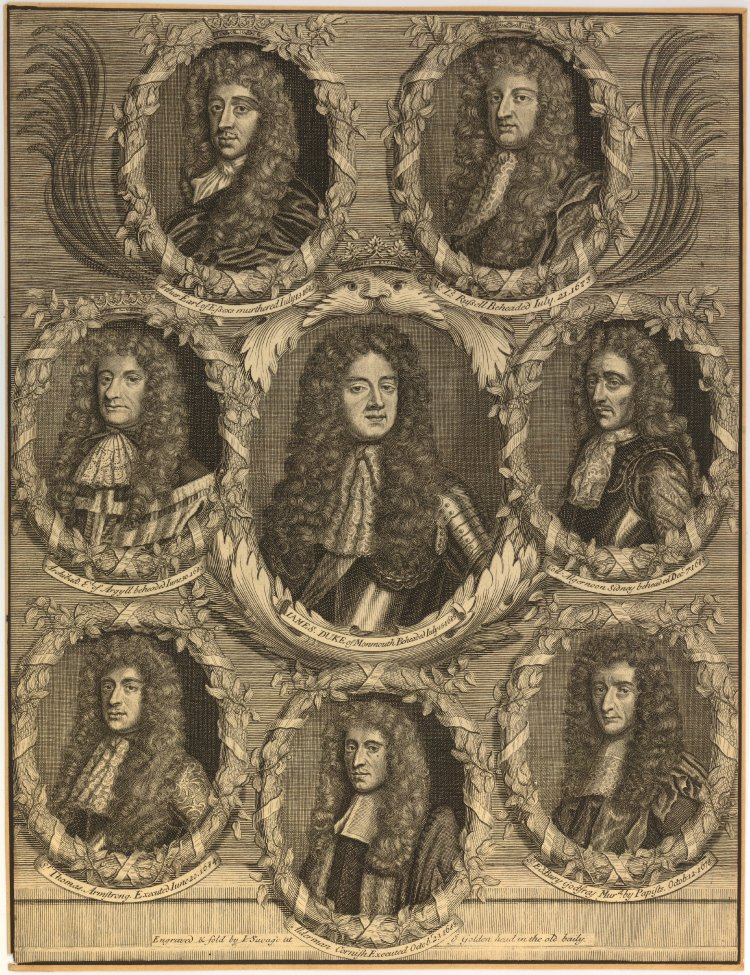
Составная гравюра конца XVII века Джона Сэвиджа, состоящая из семи портретов участников заговора, все из которых были мертвы к 1685 году: сэр Томас Армстронг, граф Аргайл, граф Эссекс, Генри Корниш, Уильям Рассел, лорд Рассел, герцог Монмут и Алджернон Сидней; также присутствует Эдмунд Берри Годфри, чья необъяснимая смерть вызвала обвинения католиков в папистском заговоре.

Новости о заговоре просочились, когда Джозайя Килинг сообщил о нём сэру Леолину Дженкинсу, и заговор был публично раскрыт 12 июня 1683 года. Килинг связался с придворным, который связал его с Джорджем Леггом, 1-м бароном Дартмутом, и тот привел его к госсекретарю. Показания Килинга использовались на процессах над Уолкоттом, Хоуном, Сиднеем и Чарльзом Бейтманом; и это принесло ему помилование. Также начался длительный процесс признания обвиняемых в надежде на помилование. Используя своего брата, Килинг смог получить дополнительные прямые доказательства заговора, и Дженкинс привел Рамси и Уэста, которые рассказали ему то, что знали с 23 июня; Уэст добровольно предоставил информацию через Лоуренса Хайда, 1-го графа Рочестера. 22-го. В течение нескольких дней Уэст объяснил суть заговора Ржаного дома и своё участие в закупке оружия, которое должно было быть для Америки. Он мало что сделал для обвинения группы Монмута; его показания позже были использованы против Уолкотта и Сиднея. Уэст был помилован в декабре 1684 года.
Томас Уолкотт был арестован 8 июля и стал первым заговорщиком, предавшимся суду. 18 июня у него дома состоялось собрание заговорщиков; но вместо того, чтобы сбежать, он решил написать Дженкинсу с предложением полного признания в обмен на помилование. Среди заговорщиков Джон Роу из Бристоля считался особенно ненадежным, и у него была прямая связь с семьёй Монмута, которую он мог предложить в качестве информации; был предпринят ряд шагов, чтобы заставить его замолчать, и его жизнь не раз находилась под угрозой. После встречи Нелторп и Эдвард Нортон обратились к лорду Расселу Уильяму Расселу с призывом немедленно взяться за оружие; когда тот не захотел, Нелторп покинул страну.
Уолкотт назвал Генри Кэра издателем ведущей антикатолической и вигской газеты того времени Weekly Pacquet; Кэр прекратил издание Packet 13 июля и начал сотрудничать с судом. Среди тех, кто позже дал показания против Уолкотта, был Закари Борн. Борн был заговорщиком, арестованным при попытке покинуть страну вместе с министрами-нонконформистами Мэттью Мидом, ордер на арест которого был выдан 27 июня, и Уолтером Кроссом; он донес на министра Стивена Лобба, который был готов помочь призывом на восстание. 6 июля был отдан приказ об аресте Лобба, и в августе его арестовали.
27 июля было выпущено королевское заявление о характере заговора, многие другие заговорщики были арестованы. Хотя главные заговорщики были второстепенными фигурами и не имели прямого отношения к «клике Монмута», придворная сторона не делала различий между группами. Участвующие министры могли знать Фергюсона, но не Уэста; Мид укрывал ковенантера Джона Нисбета и, возможно, хорошо знал о планах восстания. 23 июля в Кенте был найден служитель шотландской церкви Вильям Карстэрс, выступавший посредником в переговорах с вигами-аристократами.

## Приговоры

### Казнены
- Сэр Томас Армстронг, член парламента от Стаффорда — повешен, выпотрошен и четвертован.
- Джон Эйлоф — повешен, выпотрошен и четвертован
- Генри Корниш, шериф лондонского Сити — повешен, выпотрошен и четвертован
- Элизабет Гонт — сожжена на костре
- Джеймс Холлоуэй — повешен, выпотрошен и четвертован
- Бэйли из Джервисвуда — повешен.
- Ричард Нелторп — повешен.
- Ричард Рамболд — повешен, выпотрошен и четвертован.
- Уильям Рассел, лорд Рассел, член парламента от Бедфордшира — обезглавлен. Его память стала памятью вигского мученика.
- Элджернон Сидни, бывший лорд-надзиратель пяти портов — обезглавлен.
- Томас Уолкотт — повешен, выпотрошен и четвертован
- Джон Роуз — повешен, выпотрошен и четвертован

### Приговорен к смертной казни, но позже помилован
- Джерард, Чарльз, 1-й граф Макклсфилд
- Джерард, Чарльз, 2-й граф Макклсфилд

### Заключён в тюрьму
- Сэр Сэмюэл Барнардистон, 1-й баронет — также оштрафован на 6 тыс. ф.с..
- Генри Бут, 1-й граф Уоррингтон
- Пол Фоли, член парламента от Херефорда
- Томас Грей, 2-й граф Стэмфорд
- Джон Хэмпден, член парламента от Вендовера — также оштрафован на 40 тыс. ф. с.
- Уильям Говард, 3-й барон Говард Эскрик, был арестован и стал осведомителем на суде над Уильямом Расселом (июль 1683 г.). Он рассказал о встречах в домах Джона Хэмпдена и Рассела, которые в основном привели к осуждению Рассела. Его показания так же погубили Сиднея.
- Мэттью Мид
- Аарон Смит
- Джон Тренчард, член парламента от Таунтона
- Джоном Уайлдманом

### Эмигрировавшие/сбежавшие
- Джон Кокрейн — бежал в Голландию
- Роберт Фергюсон — бежал в Голландию
- Форд Грей, 3-й барон Грей из Уэрка — сбежал из Тауэра во Францию
- Сэр Патрик Хьюм, 1-й граф Марчмонт  — бежал в Голландию
- Джон Локк — бежал в Голландию
- Джон Лавлейс, 3-q барон Лавлейс — бежал в Голландию
- Дэвид Мелвилл, 3-й граф Ливен, 2-й граф Мелвилл — бежал в Голландию
- Джордж Мелвилл, 4-й лорд Мелвилл — бежал в Голландию
- Эдвард Нортон — бежал в Голландию
- Натаниэль Уэйд — бежал в Голландию

### Самоубийства
- Капель, Артур, 1-й граф Эссекс — перерезал себе горло, находясь в Тауэре.

### Пережил пытки
- Вильям Карстэрс

### Причастные к заговору
- Арчибальд Кэмпбелл — Обезглавлен после поражения своего восстания, хотя по более раннему обвинению в государственной измене в 1681 г.
- Джеймс Далримпл, 1-й виконт Стэр
- Эдвард Хангерфорд — член парламента от Чиппенхэма
- Джеймс Скотт, 1-й герцог Монмут — бежал в Голландию, в дальнейшем организовал восстание
- Джон Оуэн
- Джеймс Бертон — присутствовал, когда его сообщники обсуждали убийство. Он избежал наказания, обвинив Элизабет Гонт и парикмахера из Уайтчепела Джона Фернли, которые помогли Бертону сбежать[28].
- Джон Рамси — арестован по подозрению в соучастии, он спас себя, обвинив олдермена Генри Корниша.

Последний судебный процесс по обвинению в Ржаном доме был судом над Чарльзом Бейтманом в 1685 году. Свидетелями против него были заговорщики Килинг, которым нечего было сказать, Томас Ли и Ричард Гуденаф. Его подвергли казни через повешение, потрошение и четвертование.
Сбежав за границу в предыдущем году, сэр Уильям Уоллер переехал в Бремен в 1683 году. Находясь там, он стал центральной фигурой в группе бывших заговорщиков, находившихся в политической ссылке. Английский посол в Париже Ричард Грэм, 1-й виконт Престон, называл его «губернатором» и писал, что «они называют Уоллера в качестве похвалы вторым Кромвелем». Уоллер сопровождал Вильгельма Оранского в его походе в Англию в 1688 году, но тот решил не обращать на него внимания, когда формировалось его правительство.

## Оценки
Историки предполагают, что история заговора могла быть в значительной степени сфабрикована Чарльзом или его сторонниками, чтобы позволить устранить большинство его самых сильных политических противников. Ричард Гривз приводит в качестве доказательства существования заговора в 1683 году последовавшие через два года восстания графа Аргайла и герцога Монмута. Дорин Милн утверждает, что важность заговора заключается не столько в том, что на самом деле было задумано, сколько в общественном восприятии этого и использовании его правительством.
Народная реакция на судебные процессы, иногда известные как «Месть Стюартов», хотя этот термин оспаривается, привела к недовольству, решительно выраженному в Славной революции 1688 года.

## Вторичная литература
- Milton, Philip (2000). John Locke and the Rye House Plot. The Historical Journal. 43 (3): 647–668. doi:10.1017/S0018246X99001144. S2CID 159890243.
- Ogg, David. England in the Reign of Charles II. — 1936. — Vol. 22. — P. 646–50/.
- Salmon, J.H.M. (1954). Algernon Sidney and the Rye House Plot. History Today. 4: 698–705.